# Amor met een snor
Amor met een snor is een reeks documentaires van Stef Biemans voor de VPRO over de Latijns-Amerikaanse man en diens kijk op liefde, seks en relaties.

## Inhoud
Stef Biemans woonde jaren in Nicaragua en is getrouwd met een Latijns-Amerikaanse. Hij doet zijn best om een zwoele 'latin lover' te zijn, maar zijn nuchtere Nederlandse aard laat zich niet verloochenen.
Hij gaat daarom op zoek naar de aard van de Latijns-Amerikaanse man en diens kijk op liefde, romantiek, relaties en seks.

## Uitzendingen
| Nr. | Titel                           | Uitzenddatum |
| --- | ------------------------------- | ------------ |
| 1   | Thuis in Nicaragua              | 1 mei 2014   |
| 2   | Een scheve Colombiaanse schaats | 8 mei 2014   |
| 3   | Achter Boliviaanse tralies      | 15 mei 2014  |
| 4   | Mexicaanse Mariachi’s           | 22 mei 2014  |
| 5   | De lusthof van Brazilië         | 29 mei 2014  |